# لاك لوس أنجيلس (كاليفورنيا)
لاك لوس أنجيلس (بالإنجليزية: Lake Los Angeles CDP, California)‏ هي منطقة سكنية تقع بولاية كاليفورنيا في الولايات المتحدة. تبلغ مساحتها 25.355 كم2، وترتفع عن سطح البحر 811 م، بلغ عدد سكانها 12,328 نسمة في عام 2010 حسب إحصاء مكتب تعداد الولايات المتحدة وتصل الكثافة السكانية فيها 486.2 نسمة لكل كيلومتر مربع (1,259.3/ميل2).

## التركيبة السكانية
حدّد مكتب تعداد الولايات المتحدة بيانات التركيبة السكانية للاك لوس أنجيلس في تعداد الولايات المتحدة. في ما يلي، التركيبة السكانية حسب تعدادي 2000 و2010.

### تعداد عام 2000
بلغ عدد سكان لاك لوس أنجيلس 11,523 نسمة بحسب تعداد عام 2000، وبلغ عدد الأسر 3,137 أسرة وعدد العائلات 2,614 عائلة مقيمة في المنطقة السكنية. في حين سجلت الكثافة السكانية 454.5 نسمة لكل كيلومتر مربع (1,177.1/ميل2). وبلغ عدد الوحدات السكنية 3,453 وحدة بمتوسط كثافة قدره 136.2 لكل كيلومتر مربع (352.8/ميل2).
وتوزع التركيب العرقي للمنطقة السكنية بنسبة 61.01% من البيض و12.11% من الأمريكيين الأفارقة و1.49% من الأمريكيين الأصليين و1% من الأمريكيين ذوي الأصول الآسيوية و0.16% من سكان جزر المحيط الهادئ و18.73% من الأعراق الأخرى و5.49% من عرقين مختلطين أو أكثر و33.58% من الهسبانيون أو اللاتينيون من أي عرق.
بلغ عدد الأسر 3,137 أسرة كانت نسبة 59.5% منها لديها أطفال تحت سن الثامنة عشر تعيش معهم، وبلغت نسبة الأزواج القاطنين مع بعضهم البعض 59.9% من أصل المجموع الكلي للأسر، ونسبة 15.5% من الأسر كان لديها معيلات من الإناث دون وجود شريك، بينما كانت نسبة 8% من الأسر لديها معيلون من الذكور دون وجود شريكة وكانت نسبة 16.7% من غير العائلات. تألفت نسبة 11.7% من أصل جميع الأسر من عدة أفراد يعيشون في نفس المنزل ونسبة 2.6% كانت تتألف من شخص يعيش بمفرده يبلغ من العمر 65 عاماً أو أكثر. وبلغ متوسط حجم الأسرة المعيشية 3.66، أما متوسط حجم العائلات فبلغ 3.92.
بلغ العمر الوسطي للسكان 28.0 عاماً. وكانت نسبة 39.9% من القاطنين تحت سن الثامنة عشر، وكانت نسبة 7.8% بين الثامنة عشر والرابعة والعشرين عاماً، ونسبة 27.8% كانت واقعةً في الفئة العمرية ما بين الخامسة والعشرين والرابعة والأربعين عاماً، ونسبة 18.7% كانت ما بين الخامسة والأربعين والرابعة والستين، ونسبة 5.6% كانت ضمن فئة الخامسة والستين عاماً فما فوق. يوجد لكل 100 أنثى 99.5 ذكر، ويوجد لكل 100 أنثى في الثامنة عشر من عمرها فما فوق 95.0 ذكر.
بلغ متوسط دخل الأسرة في المنطقة السكنية 38,794 دولارًا، أما متوسط دخل العائلة فبلغ 37,533 دولارًا. وكان متوسط دخل الذكور 36,737 دولارًا مقابل 24,917 دولارًا للإناث. وسجل دخل الفرد الخاص بالمنطقة السكنية 12,209 دولارًا. وكانت نسبة 19.7% من العائلات ونسبة 23.1% من السكان تحت خط الفقر، وكان من هؤلاء نسبة 31.8% تحت سن الثامنة عشر ونسبة 8% في الخامسة والستين من العمر وما فوق.

### تعداد عام 2010
بلغ عدد سكان لاك لوس أنجيلس 12,328 نسمة بحسب تعداد عام 2010، وبلغ عدد الأسر 3,267 أسرة وعدد العائلات 2,665 عائلة مقيمة في المنطقة السكنية. في حين سجلت الكثافة السكانية 486.2 نسمة لكل كيلومتر مربع (1,259.3/ميل2). وبلغ عدد الوحدات السكنية 3,658 وحدة بمتوسط كثافة قدره 144.3 لكل كيلومتر مربع (373.7/ميل2).
وتوزع التركيب العرقي للمنطقة السكنية بنسبة 55.66% من البيض و11.26% من الأمريكيين الأفارقة و1.44% من الأمريكيين الأصليين و0.94% من الأمريكيين ذوي الأصول الآسيوية و0.22% من سكان جزر المحيط الهادئ و24.89% من الأعراق الأخرى و5.59% من عرقين مختلطين أو أكثر و53.57% من الهسبانيون أو اللاتينيون من أي عرق.
بلغ عدد الأسر 3,267 أسرة كانت نسبة 52.3% منها لديها أطفال تحت سن الثامنة عشر تعيش معهم، وبلغت نسبة الأزواج القاطنين مع بعضهم البعض 54.9% من أصل المجموع الكلي للأسر، ونسبة 16.8% من الأسر كان لديها معيلات من الإناث دون وجود شريك، بينما كانت نسبة 9.9% من الأسر لديها معيلون من الذكور دون وجود شريكة وكانت نسبة 18.4% من غير العائلات. تألفت نسبة 13.6% من أصل جميع الأسر من عدة أفراد يعيشون في نفس المنزل ونسبة 4.2% كانت تتألف من شخص يعيش بمفرده يبلغ من العمر 65 عاماً أو أكثر. وبلغ متوسط حجم الأسرة المعيشية 3.76، أما متوسط حجم العائلات فبلغ 4.08.
بلغ العمر الوسطي للسكان 29.9 عاماً. وكانت نسبة 33.2% من القاطنين تحت سن الثامنة عشر، وكانت نسبة 11.3% بين الثامنة عشر والرابعة والعشرين عاماً، ونسبة 23.4% كانت واقعةً في الفئة العمرية ما بين الخامسة والعشرين والرابعة والأربعين عاماً، ونسبة 24.6% كانت ما بين الخامسة والأربعين والرابعة والستين، ونسبة 7.6% كانت ضمن فئة الخامسة والستين عاماً فما فوق. وتوزع التركيب الجنسي للسكان بنسبة 50.2% ذكور و49.8% إناث.